# Euquitas
Os euquitas ou messalianos foram uma seita cristã condenada como herética pela primeira vez em um sínodo realizado em 383  em Side, na província da Panfília, e cuja ata foi citada por Fócio. O nome "messalianos" vem do siríaco ܡܨܠܝܢܐ, mṣallyānā, que significa "aquele que reza". A tradução para o grego, εὐχίτης, euchitēs, significa o mesmo.

## História
Originalmente na Mesopotâmia, eles se espalharam para a Ásia Menor e a Trácia. O grupo continuou a existir por muitos séculos, influenciando os bogomilos da Bulgária, cujo nome parece ser uma tradução de "messalianos", e, a partir deles, a Igreja Bósnia, os paterenos e os cátaros.
Pelo século XII, a seita já tinha chegado à Boêmia e à Alemanha e, por uma resolução do concílio de Trier (1231), foi novamente condenada como herética.

## Doutrina
A condenação da seita por São João Damasceno e por Timóteo de Constantinopla expressou a visão de que a seita abraçava uma espécie de materialismo místico. Entre as crenças da seita estavam:
1. A substância (ousia) da Trindade poderia ser percebida pelos cinco sentidos.
2. O Deus triplo se transformou numa única hipóstase (existência) para que pudesse se unir com as almas dos perfeitos.
3. Deus tomou diferentes formas para poder se revelar aos sentidos.
4. Apenas estas revelações de Deus pelos sentidos conferem a perfeição aos cristãos.
5. O estado de perfeição, liberdade do mundo e paixão é, portanto, atingido apenas pela oração e não pela igreja, nem pelo batismo e nem por nenhum dos sacramentos, que não teriam efeito nas paixões e na influência do mal sobre a alma. Daí o nome da seita, "Aqueles que rezam".

Os messalianos ensinaram que uma vez que a pessoa tenha experimentado a substância de Deus, ela estaria livre das obrigações morais e da disciplina eclesiástica:p. 16-27. Eles tinham também mestres homens e mulheres, que eles honravam como sendo maiores que os clérigos, os perfecti.
Eles foram mencionados nas obras de Fócio, dos patriarcas de Constantinopla Ático (406 - 425) e Sisínio (426 - 427) e Teodoro de Antioquia:p. 20-23. Como era comum na época, seus detratores os acusaram de incesto, canibalismo e de devassidão (na Armênia, seu nome passou a significar "imundíce"), embora atualmente se considere as acusações exageradas.